# (144496) Reingard
(144496) Reingard est un astéroïde de la ceinture principale.

## Description
(144496) Reingard est un astéroïde de la ceinture principale. Il fut découvert le 14 mars 2004 à Wildberg par Rolf Apitzsch. Il présente une orbite caractérisée par un demi-grand axe de 2,68 UA, une excentricité de 0,13 et une inclinaison de 12,2° par rapport à l'écliptique.

## Compléments